# Quercus thomsoniana
Quercus thomsoniana là một loài thực vật có hoa trong họ Cử. Loài này được A.DC. miêu tả khoa học đầu tiên năm 1864.